# Dagslåneränta
Dagslåneräntan är räntan på bankers och andra finansinstituts dagslån i Sveriges riksbank. Räntan används då en bank, under en dag, har ett överskott i likviditet. De har då möjligheten att låna ut överskottet, över en dag, till en annan bank som har ett underskott. Sveriges riksbank försöker styra räntan så att den hamnar nära styrräntan.